# Alex Storozynski

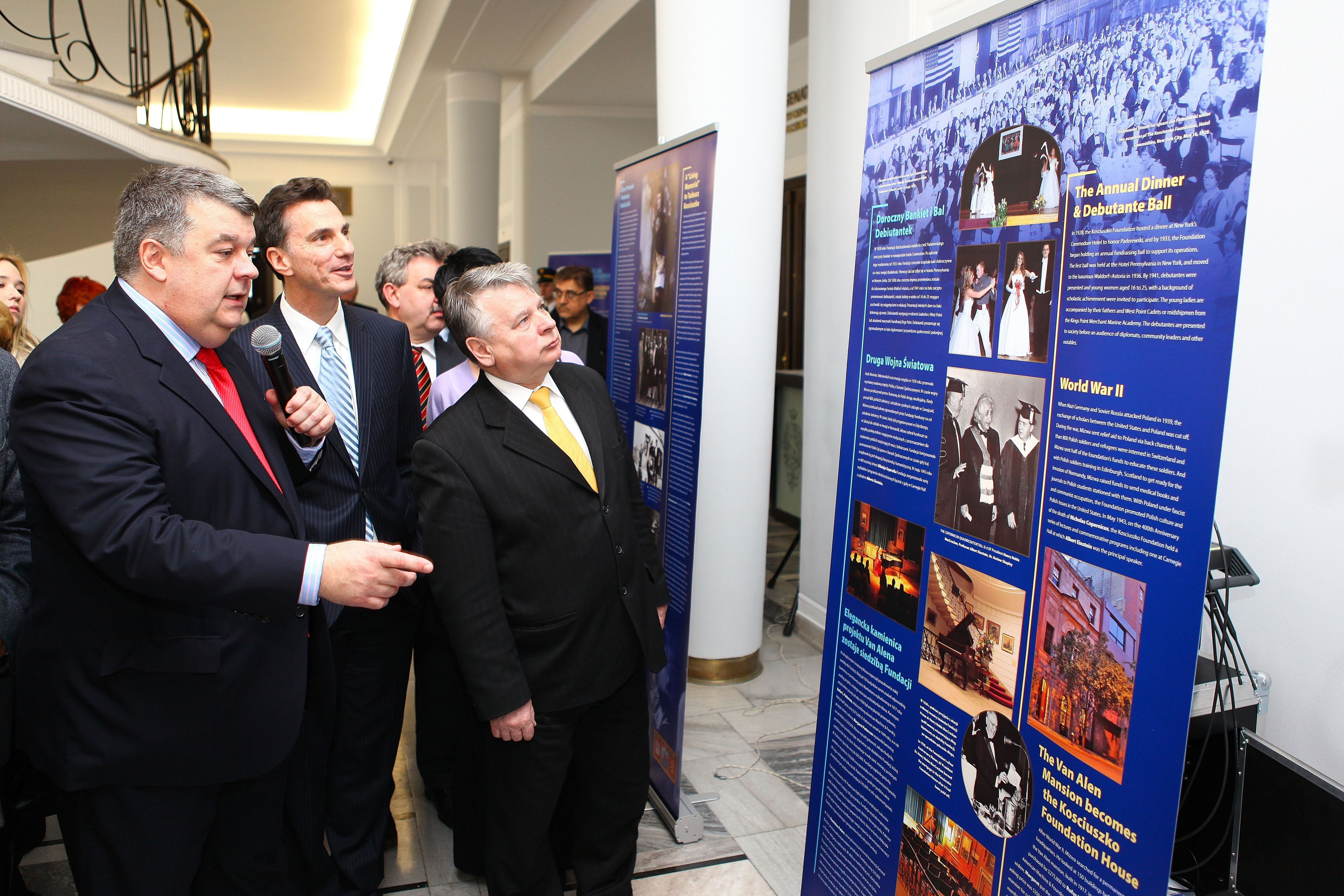
Alex Storozynski (links im Bild) im Senat der Republik Polen (2011)

Alex Storozynski (polnisch Alex Storożyński; * 1961) ist ein amerikanischer Journalist polnischer Abstammung, ehemaliger Präsident der Kościuszko-Stiftung, Publizist und Träger zahlreicher Presseauszeichnungen (Pulitzer, Associated Press Award, Auszeichnungen des Deadline Club und der Society of Professional Journalists und den George Polk Award).
1999 erhielt die Redaktion der New York Daily News, der Storozynski damals angehörte, einen Pulitzer-Preis in der Kategorie Editorial Writing für ihre „effektive Kampagne, das Apollo Theater in Harlem vor der finanziellen Misswirtschaft zu retten, die das Bestehen der Sehenswürdigkeit gefährdete“.

## Werke
- The Peasant Prince – Thaddeus Kosciuszko and the Age of Revolution, Thomas Dunne Books, New York 2009, ISBN 978-0-312-38802-7. Moderne Biographie über den polnischen und amerikanischen Helden Tadeusz Kościuszko unter Einbeziehung von bis dahin unausgewerteten Quellen.
- Kosciuszko: A Man Ahead Of His Time, ein Dokumentarfilm über das Leben des polnischen und amerikanischen Helden Tadeusz Kościuszko, 2015